# Raïssa Berg
Raïssa Lvovna Berg rus: Раи́са Льво́вна Берг (9 d'abril [C.J. 27 de març] de 1913, Sant Petersburg, Imperi Rus - 1 de març de 2006, París, França) fou una genetista i biòloga evolucionista soviètica, estatunidenca i francesa, divulgadora de ciència i de memòries i Doctora en Ciències Biològiques (1964).

## Biografia

### Primers anys
Raïssa Berg era la filla de Lev Berg i Polina Kotlovker, tots dos naturals de Bender, a la zona jueva. Per tal d'estudiar a la Universitat de Moscou, Lev Berg es convertí al luteranisme i esdevingué un reconegut geògraf i ictiòleg. Quan només tenia unes poques setmanes, els seus pares es van separar. Tot i que la seva mare va demandar-ne la custòdia, el seu pare va prevaldre; era cristià i l'Església ortodoxa russa decidia en aquesta mena de casos. Raïssa i el seu germà Simó van ser batejats i criats pel seu pare, l'àvia paterna Klara Lvovna Berg, i la seva madrastra Maria Mikhaïlovna Ivànova, amb qui Lev Berg es va casar el 1923.

### Educació
Berg es va graduar de l'escola luterana alemanya de Sant Petersburg en 1929. Després va obtenir un diploma en genètica per la Universitat Estatal de Leningrad, on va estudiar sota la direcció de Hermann Joseph Muller. Amb la tesi "Les diferències entre les poblacions silvestres i de laboratori de Drosophila melanogaster: una hipòtesi de correlacions genètiques", va obtenir un grau de Candidat de Ciències per la Universitat Estatal de Leningrad. Ella va començar a treballar en una tesi doctoral, "Espècies com un sistema evolutiu," a principis de 1940 i oficialment la va defensar el 1964, i va aconseguir un grau de Doctor en Ciències a l'Institut de Citologia i Genètica de Novossibirsk.

### Carrera cientìfica
Després dels seus estudis a Leningrad, Berg es va traslladar a Moscou per treballar a l'Institut Severtsov sota la direcció d'Ivan Schmalhausen. Treballà igualment a l'Institut de Zoologia de la Universitat de Moscou. Davant la creixent influència del lissenkoisme, va haver de deixar la Universitat de Moscou, de la qual ella diu haver estat llavors l'última genetista en funcions.
El 1948, Berg era professora de la Universitat Herzen. Després va treballar a la Universitat Estatal de Leningrad, com a professora i investigadora. De 1964 a 1968, va dirigir el laboratori de la genètica de poblacions de l'Institut de Citologia i Genètica de la Universitat Estatal de Novossibirsk.
El 1968, Berg va haver de sortir de Novossibirsk i retornà com a professora a la Universitat Herzen fins al 1974.
A mitjans de la dècada de 1970, Berg va aconseguir emigrar als Estats Units. Ocupà un càrrec a la Universitat de Wisconsin-Madison de 1975-1981 i fou professora de la Universitat Washington a Saint Louis a Saint Louis.
Va viatjar i va ensenyar abans de traslladar-se a França, amb la seva filla, el 1994. · Morí a París el 2006. Està enterrada al cementiri parisenc del Père-Lachaise.

## Opinions polítiques
Berg és unA « no conformistA » en els temps de la Unió Soviètica. La liberalització relativa sota règim de Khrusxov li permet rebre a casa seva artistes i escriptors dissidents.Ella va signar amb altres col·legues investigadors una carta de protesta contra el judici a porta tancada dels dissidents. El 1968, va ser condemnada per "irresponsabilitat política" i hagué de deixar la seva feina a Novossibirsk.
Berg emprèn la defensa de Nikolai Timoféiev-Ressovski, perseguit després de la Segona Guerra Mundial per haver treballat per l'Alemanya nazi En les seves memòries, Berg fa la crònica de les dificultats que troba a l'hora de treballar en el sistema soviètic.

## Vida personal
Berg es casà amb el també genetista Valentín Sergéievitx Kirpítxnikov el 1945. La parella va tenir dues filles, Ielizaveta i Maria Kirpítxnikova, nascudes el 1947 i 1948, respectivament.